# Guillem Sagrera

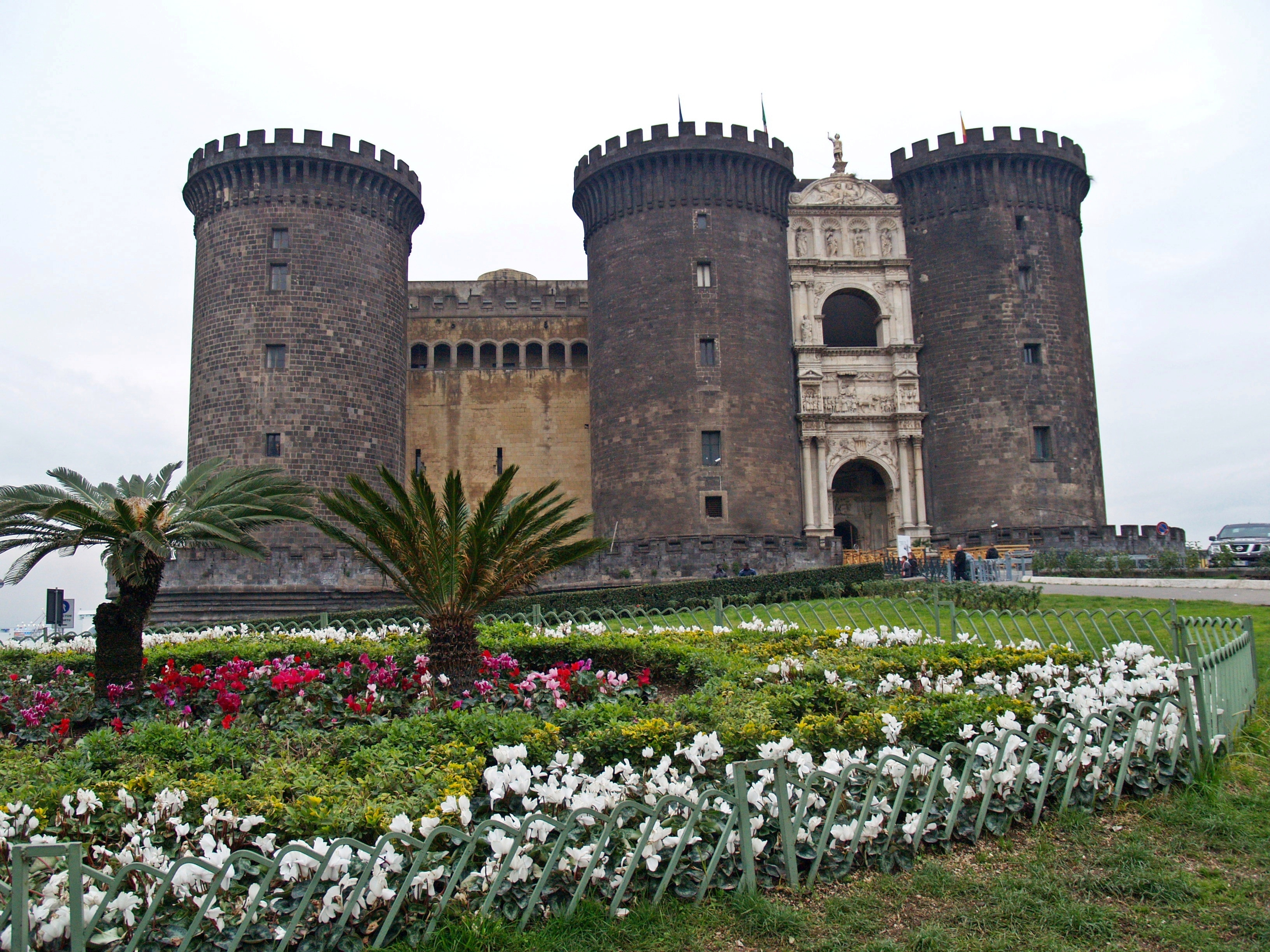
Castel Nuovo a Napoli

Guillem Sagrera (Felanitx, 1380 – Napoli, 1456) è stato un architetto e scultore spagnolo.

## Biografia
Originario delle Isole Baleari, fu uno dei più importanti esponenti dell'architettura catalana del tardo-trecento, operò essenzialmente in Spagna, nella Catalogna, con precisione a Perpignano dove eresse la Cattedrale di Perpignano agli inizi del XV secolo in stile tardo-gotico, altra opera di gusto gotico è la Cattedrale di Santa Maria di Palma di Maiorca a Palma di Maiorca, al 1426 risale la Llotja che rappresenta l'unica opera a carattere non religioso a Palma.

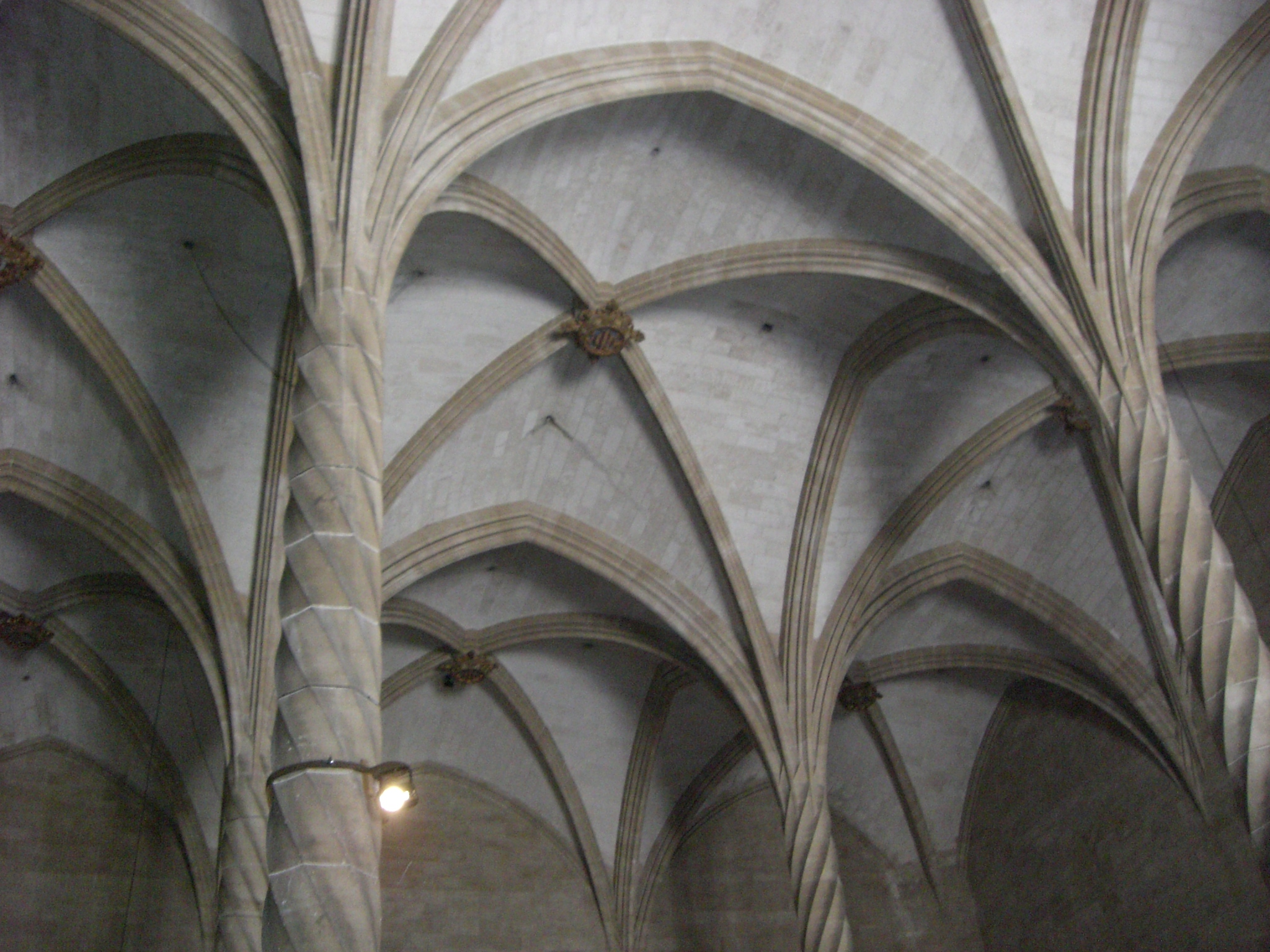
Lavoro eseguito mentre Guillem era a Palma de Majorca

Dal 1446 opera in Italia presso la corte aragonese di Napoli dove realizza il suo maggiore capolavoro, il restauro di Castel Nuovo, egli ridisegna quasi totalmente la planimetria dell'edificio dotandolo di una pianta trapezoidale irregolare e trasforma le torri, che avevano pianta quadrata, in pianta circolare e rivestite in piperno, inoltre progetta nella fortezza napoletana alcuni loggiati lungo la facciata principale e lungo quella di destra, suo è il progetto della sala dei Baroni nel Castel Nuovo.
Muore nella capitale aragonese nel 1456.